# Calleville-les-Deux-Églises
Calleville-les-Deux-Églises est une commune française située dans le département de la Seine-Maritime en région Normandie.

## Géographie

### Localisation
| Val-de-Saâne       | Beauval-en-Caux             | Biville-la-Baignarde |
| Belleville-en-Caux | Calleville-les-Deux-Églises |                      |
| Saint-Vaast-du-Val |                             | Tôtes                |

### Hydrographie
La commune est située dans le bassin Seine-Normandie. Elle n'est drainée par aucun cours d'eau,.

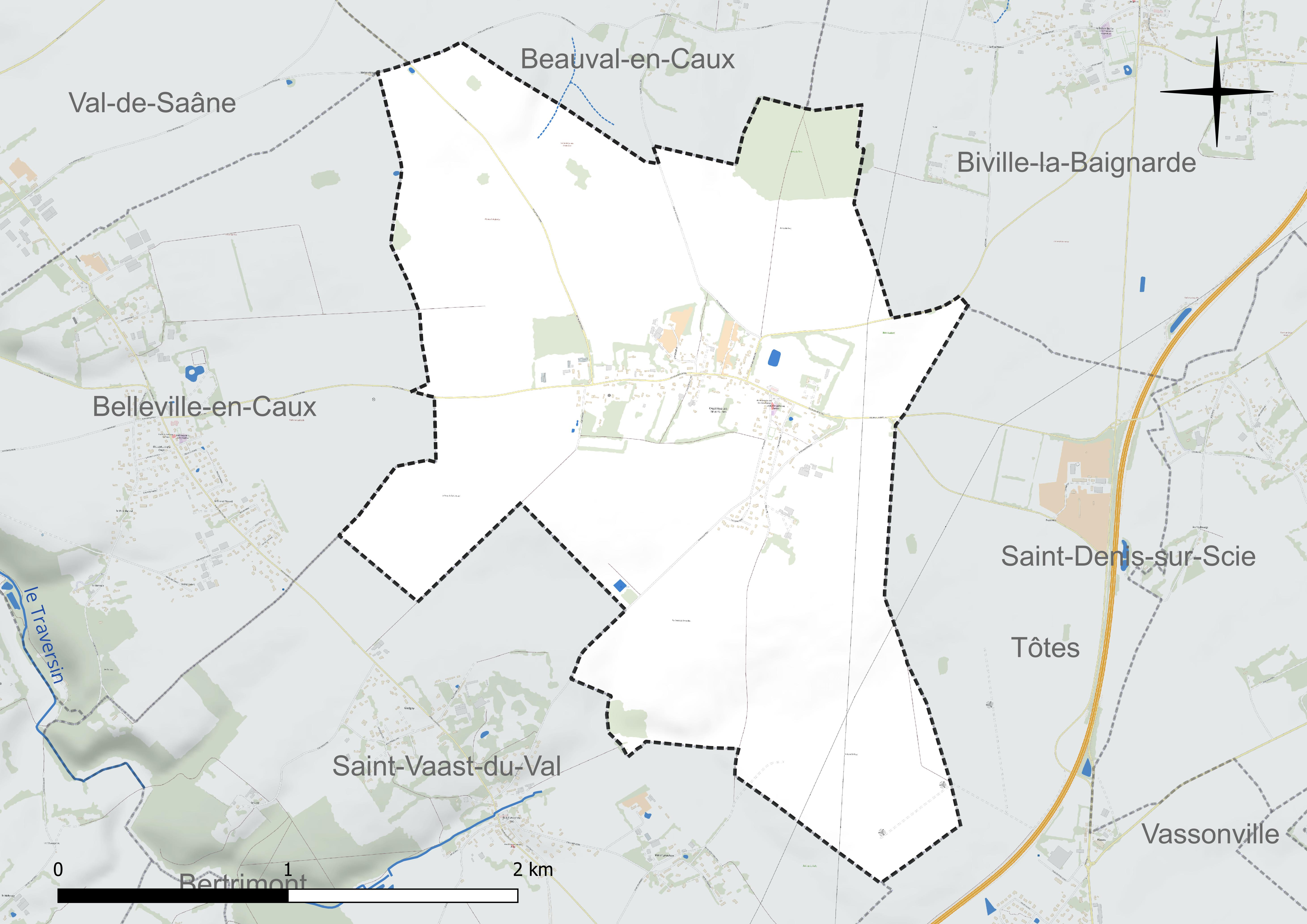
Réseau hydrographique de Calleville-les-Deux-Églises.

### Climat
Pour des articles plus généraux, voir Climat de la Normandie et Climat de la Seine-Maritime.
En 2010, le climat de la commune est de type climat océanique altéré, selon une étude du CNRS s'appuyant sur une série de données couvrant la période 1971-2000. En 2020, Météo-France publie une typologie des climats de la France métropolitaine dans laquelle la commune est exposée à un climat océanique et est dans la région climatique Côtes de la Manche orientale, caractérisée par un faible ensoleillement (1 550 h/an) ; forte humidité de l’air (plus de 20 h/jour avec humidité relative > 80 % en hiver), vents forts fréquents. Parallèlement le GIEC normand, un groupe régional d’experts sur le climat, différencie quant à lui, dans une étude de 2020, trois grands types de climats pour la région Normandie, nuancés à une échelle plus fine par les facteurs géographiques locaux. La commune est, selon ce zonage, exposée à un « climat maritime », correspondant au Pays de Caux, frais, humide et pluvieux, légèrement plus frais que dans le Cotentin.
Pour la période 1971-2000, la température annuelle moyenne est de 10,1 °C, avec une amplitude thermique annuelle de 13,5 °C. Le cumul annuel moyen de précipitations est de 923 mm, avec 13,3 jours de précipitations en janvier et 8,7 jours en juillet. Pour la période 1991-2020, la température moyenne annuelle observée sur la station météorologique la plus proche, située sur la commune d'Ectot-lès-Baons à 17 km à vol d'oiseau, est de 10,8 °C et le cumul annuel moyen de précipitations est de 905,5 mm,. Pour l'avenir, les paramètres climatiques de la commune estimés pour 2050 selon différents scénarios d'émission de gaz à effet de serre sont consultables sur un site dédié publié par Météo-France en novembre 2022.

## Urbanisme

### Typologie
Au 1er janvier 2024, Calleville-les-Deux-Églises est catégorisée commune rurale à habitat dispersé, selon la nouvelle grille communale de densité à sept niveaux définie par l'Insee en 2022.
Elle est située hors unité urbaine. Par ailleurs la commune fait partie de l'aire d'attraction de Rouen, dont elle est une commune de la couronne,. Cette aire, qui regroupe 317 communes, est catégorisée dans les aires de 200 000 à moins de 700 000 habitants,.

### Occupation des sols
L'occupation des sols de la commune, telle qu'elle ressort de la base de données européenne d’occupation biophysique des sols Corine Land Cover (CLC), est marquée par l'importance des territoires agricoles (95 % en 2018), une proportion identique à celle de 1990 (95 %). La répartition détaillée en 2018 est la suivante : 
terres arables (86,6 %), prairies (8,4 %), zones urbanisées (5 %). L'évolution de l’occupation des sols de la commune et de ses infrastructures peut être observée sur les différentes représentations cartographiques du territoire : la carte de Cassini (XVIIIe siècle), la carte d'état-major (1820-1866) et les cartes ou photos aériennes de l'IGN pour la période actuelle (1950 à aujourd'hui).

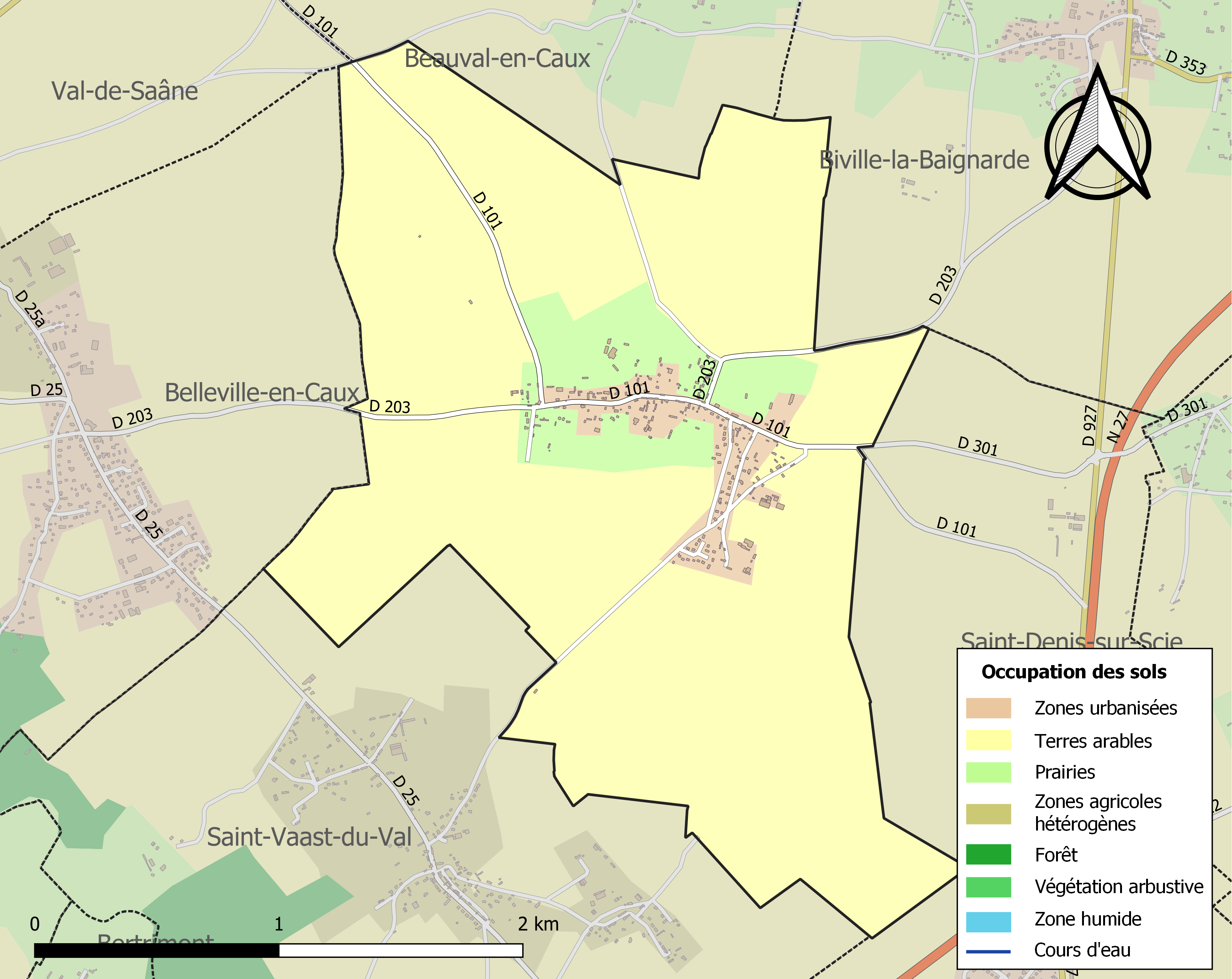
Carte des infrastructures et de l'occupation des sols de la commune en 2018 (CLC).

## Toponymie
Le nom de la localité est attesté sous les formes de Carle villa en 1143, Ecc. de Callevilla vers 1240, Calleville cum capella en 1319 (Archives départementales de la Seine-Maritime, G 3267), Ecc. de Callevilla en 1397 (Arch. S.-M., G 13), « L'église de la cappelle de Calleville » en 1401 (Arch. S.-M., G 15 à 17), Grand moustier et petit moustier de Calleville en 1695 (Arch. S.-M., G 1713), Calleville les Deux Eglises en 1715 (Frémont) et en 1793, Calville-les-Deux-Eglises en 1757 et en 1801.
« Deux églises se partagèrent autrefois ce simple hameau. Elles portèrent le nom de Petit Moustier et Grand Moustier » en 1695 (Arch. S.-M., G 1713).

## Héraldique
| Armes de Calleville-les-Deux-Églises | Les armes de la commune de Calleville-les-Deux-Églises se blasonnent ainsi : D’azur à deux façades d’église du lieu d’argent, au chef d’or chargé d’une pomme de gueules feuillée de deux pièces de sinople. |

## Histoire
« Pour l'origine des deux églises on raconte que deux demoiselles, qui étaient fort riches, voulurent perpétuer leur mémoire élevèrent deux maisons de prières où elles trouvèrent leur tombeau ».

## Politique et administration
| Période                                  | Période                   | Identité            | Étiquette | Qualité                                   |
| ---------------------------------------- | ------------------------- | ------------------- | --------- | ----------------------------------------- |
| 1977                                     | 1984                      | Gilbert Prieur      |           |                                           |
| avant 1988                               |                           | Denis Mauger        |           |                                           |
| Les données manquantes sont à compléter. |                           |                     |           |                                           |
| mars 2008                                | En cours (au 10 août 202) | Christophe Colombel |           | AgriculteurRéélu pour le mandat 2020-2026 |

## Démographie

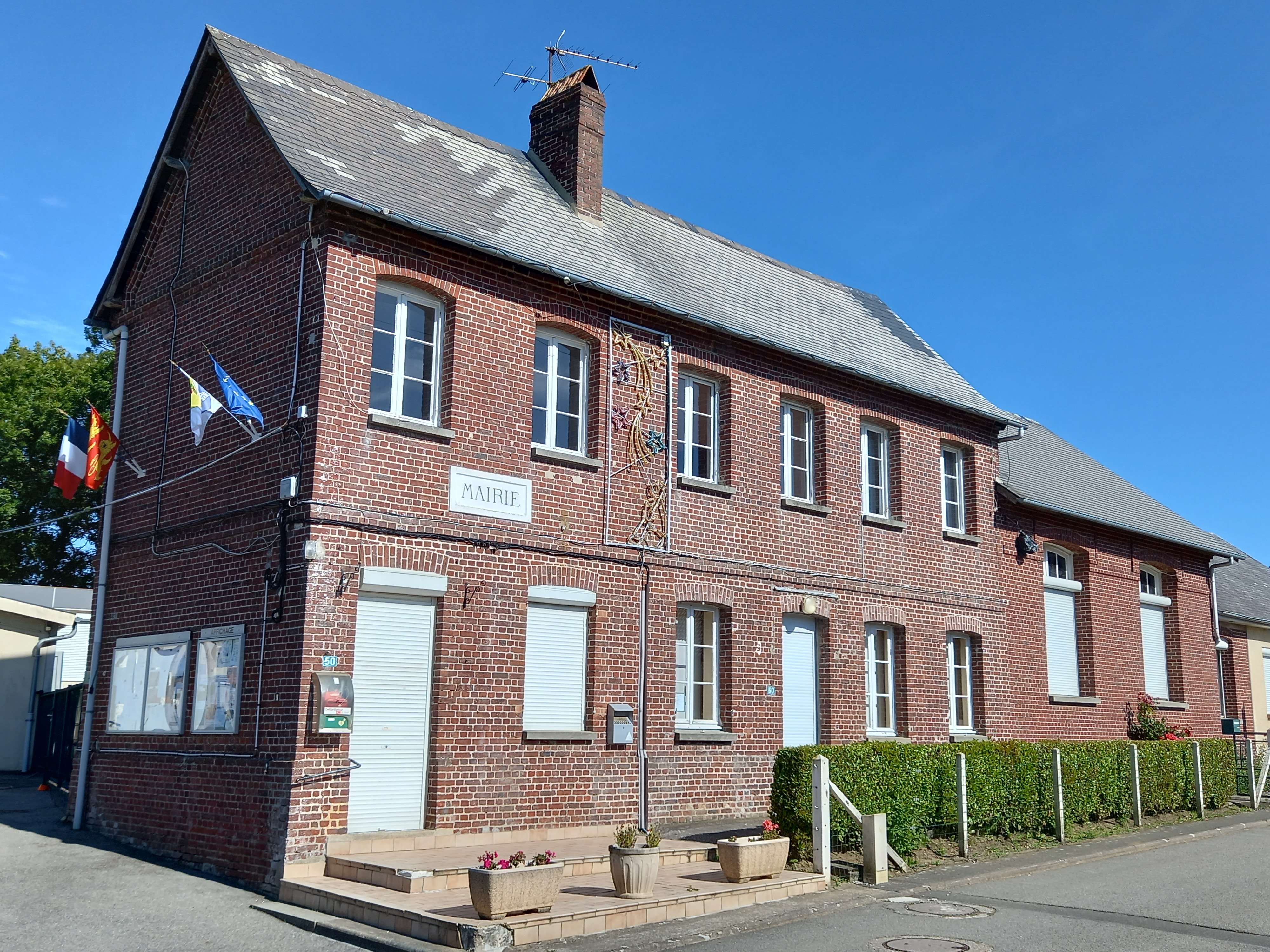
Mairie.

L'évolution du nombre d'habitants est connue à travers les recensements de la population effectués dans la commune depuis 1793. Pour les communes de moins de 10 000 habitants, une enquête de recensement portant sur toute la population est réalisée tous les cinq ans, les populations de référence des années intermédiaires étant quant à elles estimées par interpolation ou extrapolation. Pour la commune, le premier recensement exhaustif entrant dans le cadre du nouveau dispositif a été réalisé en 2004.

En 2022, la commune comptait 329 habitants, en évolution de −2,08 % par rapport à 2016 (Seine-Maritime : +0,35 %, France hors Mayotte : +2,11 %).
| 1793 | 1800 | 1806 | 1821 | 1831 | 1836 | 1841 | 1846 | 1851 |
| ---- | ---- | ---- | ---- | ---- | ---- | ---- | ---- | ---- |
| 160  | 563  | 597  | 601  | 564  | 538  | 550  | 556  | 567  |

| 1856 | 1861 | 1866 | 1872 | 1876 | 1881 | 1886 | 1891 | 1896 |
| ---- | ---- | ---- | ---- | ---- | ---- | ---- | ---- | ---- |
| 515  | 530  | 464  | 462  | 415  | 358  | 359  | 294  | 275  |

| 1901 | 1906 | 1911 | 1921 | 1926 | 1931 | 1936 | 1946 | 1954 |
| ---- | ---- | ---- | ---- | ---- | ---- | ---- | ---- | ---- |
| 279  | 303  | 303  | 219  | 188  | 216  | 227  | 175  | 186  |

| 1962 | 1968 | 1975 | 1982 | 1990 | 1999 | 2004 | 2006 | 2009 |
| ---- | ---- | ---- | ---- | ---- | ---- | ---- | ---- | ---- |
| 223  | 197  | 178  | 285  | 303  | 305  | 303  | 305  | 318  |

| 2014 | 2019 | 2022 | - | - | - | - | - | - |
| ---- | ---- | ---- | - | - | - | - | - | - |
| 334  | 324  | 329  | - | - | - | - | - | - |

## Culture locale et patrimoine

### Lieux et monuments
Église Saint-Paterne.